# Basketball Bundesliga de 1998–99
A temporada 1998–99 da Basketball Bundesliga foi a 33.ª edição da principal competição de basquetebol masculino na Alemanha disputada entre 7 de outubro de 1998 e 10 de março de 1999. A equipe do Alba Berlim conquistou seu terceiro título nacional, sendo este de maneira consecutiva.

## Equipes participantes
| Clube                   | Localização |
| ----------------------- | ----------- |
| Alba Berlin             | Berlim      |
| Basket Bayreuth         | Bayreuth    |
| Bayer Giants Leverkusen | Leverkusen  |
| DJK s.Oliver Würzburg   | Wurtzburgo  |
| Hagen Hunters           | Hagen       |
| MTV 1846 Giessen        | Giessen     |
| SG FT/MTV Braunschweig  | Brunsvique  |
| SSV ratiopharm Ulm 1846 | Ulm         |
| SV Tally Oberelchingen  | Elchingen   |
| Telekom Baskets Bonn    | Bona        |
| TTL uniVersa Bamberg    | Bamberga    |
| TV Tatami Rhöndorf      | Bad Honnef  |
| TVG Basketball Trier    | Tréveris    |
| USC Freiburg            | Freiburg    |

## Classificação Fase Regular
| Pos. | Clube                   | J  | V  | Pts      | Pt+:Pt-   | Classificação          |
| ---- | ----------------------- | -- | -- | -------- | --------- | ---------------------- |
| 1    | Alba Berlin             | 22 | 4  | 44:08:00 | 2231:1822 | Playoffs               |
| 2    | Telekom Baskets Bonn    | 20 | 6  | 40:12:00 | 2103:1929 | Playoffs               |
| 3    | TV Tatami Rhöndorf      | 18 | 8  | 36:16:00 | 2039:1928 | Playoffs               |
| 4    | TVG Basketball Trier    | 17 | 9  | 34:18:00 | 2300:2173 | Playoffs               |
| 5    | Bayer Giants Leverkusen | 16 | 10 | 32:20:00 | 2043:1960 | Playoffs               |
| 6    | DJK s.Oliver Würzburg   | 15 | 11 | 30:22:00 | 2186:2146 | Playoffs               |
| 7    | MTV 1846 Giessen        | 14 | 12 | 28:14:00 | 2167:2101 | Playoffs               |
| 8    | TTL uniVersa Bamberg    | 13 | 13 | 26:26:00 | 1969:1910 | Playoffs               |
| 9    | SG FT/MTV Braunschweig  | 12 | 14 | 24:28:00 | 2042:2076 | Playoffs               |
| 10   | SSV ratiopharm Ulm 1846 | 11 | 15 | 22:30    | 2104:2108 | Playoffs               |
| 11   | SV Tally Oberelchingen  | 8  | 18 | 16:36    | 1888:2117 | Playoffs               |
| 12   | Hagen Hunters           | 8  | 18 | 16:36    | 2071:2274 | Playoffs               |
| 13   | USC Freiburg            | 4  | 22 | 08:44    | 1818:2067 | Rebaixados para a ProA |
| 14   | Basket Bayreuth         | 4  | 22 | 08:44    | 1778:2128 | Rebaixados para a ProA |

## Playoffs
|  | Oitavas de final (Melhor de 3) | Oitavas de final (Melhor de 3) | Oitavas de final (Melhor de 3) |  |  | Quartas de final (Melhor de 5) | Quartas de final (Melhor de 5) | Quartas de final (Melhor de 5) |   |   | Semifinal (Melhor de 5) | Semifinal (Melhor de 5) | Semifinal (Melhor de 5) |  |  | Final (Melhor de 5) | Final (Melhor de 5) | Final (Melhor de 5) |
|  |                                |                                |                                |  |  |                                |                                |                                |   |   |                         |                         |                         |  |  |                     |                     |                     |
|  |                                |                                |                                |  |  |                                |                                |                                |   |   |                         |                         |                         |  |  |                     |                     |                     |
|  |                                |                                |                                |  |  | 1                              | Alba Berlin                    | 3                              |   |   |                         |                         |                         |  |  |                     |                     |                     |
|  | 8                              | TTL uniVersa Bamberg           | 2                              |  |  | 8                              | TTL uniVersa Bamberg           | 0                              |   |   |                         |                         |                         |  |  |                     |                     |                     |
|  | 9                              | SG FT/MTV Braunschweig         | 0                              |  |  |                                |                                |                                |   | 1 | Alba Berlin             | 3                       |                         |  |  |                     |                     |                     |
|  |                                |                                |                                |  |  |                                | 4                              | Bayer Giants Leverkusen        | 0 |   |                         |                         |                         |  |  |                     |                     |                     |
|  |                                |                                |                                |  |  | 4                              | TVG Basketball Trier           | 1                              |   |   |                         |                         |                         |  |  |                     |                     |                     |
|  | 6                              | DJK s.Oliver Würzburg          | 0                              |  |  | 5                              | Bayer Giants Leverkusen        | 3                              |   |   |                         |                         |                         |  |  |                     |                     |                     |
|  | 11                             | SV Tally Oberelchingen         | 2                              |  |  |                                |                                |                                |   |   | 1                       | Alba Berlin             | 3                       |  |  |                     |                     |                     |
|  |                                |                                |                                |  |  |                                | 2                              | Telekom Baskets Bonn           | 2 |   |                         |                         |                         |  |  |                     |                     |                     |
|  |                                |                                |                                |  |  | 2                              | Telekom Baskets Bonn           | 3                              |   |   |                         |                         |                         |  |  |                     |                     |                     |
|  | 7                              | MTV 1846 Giessen               | 1                              |  |  | 7                              | SSV ratiopharm Ulm 1846        | 0                              |   |   |                         |                         |                         |  |  |                     |                     |                     |
|  | 10                             | SSV ratiopharm Ulm 1846        | 2                              |  |  |                                |                                |                                |   | 2 | Telekom Baskets Bonn    | 3                       |                         |  |  |                     |                     |                     |
|  |                                |                                |                                |  |  |                                | 3                              | TV Tatami Rhöndorf             | 1 |   |                         |                         |                         |  |  |                     |                     |                     |
|  |                                |                                |                                |  |  | 3                              | TV Tatami Rhöndorf             | 0                              |   |   |                         |                         |                         |  |  |                     |                     |                     |
|  | 5                              | Bayer Giants Leverkusen        | 2                              |  |  | 11                             | SV Tally Oberelchingen         | 3                              |   |   |                         |                         |                         |  |  |                     |                     |                     |
|  | 12                             | Hagen Hunters                  | 0                              |  |  |                                |                                |                                |   |   |                         |                         |                         |  |  |                     |                     |                     |

## Campeões da Basketball Bundesliga (BBL) 1998–99
| Campeões da BBL 1998–99 |
| ----------------------- |
| Alba Berlim 3.º título  |

## Clubes alemães em competições europeias
| Clube                   | Competição    | Resultado                                               |
| ----------------------- | ------------- | ------------------------------------------------------- |
| Alba Berlin             | FIBA Euroliga | Temporada Regular 5º no Grupo H (6v-10d)                |
| Bayer Leverkusen        | Copa Korać    | Eliminado Fase de Grupos (4º no Gr. N com 0v - 6d)      |
| TV Tatami Rhöndorf      | Copa Korać    | Eliminado Fase de Grupos (3º no Gr. C com 3v - 3d)      |
| TTL uniVersa Bamberg    | Copa Korać    | Eliminado 3ª Fase por HKK Brotnjo (79-54;57-83)         |
| Telekom Baskets Bonn    | Copa Korać    | Eliminado 3ª Fase por Pogoń Ruda Śląska (70-77;76-71)   |
| SSV ratiopharm Ulm 1846 | Copa Saporta  | Eliminado nas Oitavas de finais por Tofaş (65-74;70-79) |
| TVG Basketball Trier    | Copa Saporta  | Eliminado na Ronda dos 32 por Tofaş (70-92;70-80)       |